# Haliclona steueri
Haliclona steueri är en svampdjursart som beskrevs av Burton 1936. Haliclona steueri ingår i släktet Haliclona och familjen Chalinidae. Inga underarter finns listade i Catalogue of Life.